# Melitaea phoebe
Melitaea phoebe (Denis & Schiffermüller, 1775) è un lepidottero diurno, appartenente alla famiglia Nymphalidae, diffuso in Eurasia e Nordafrica.

### Adulto

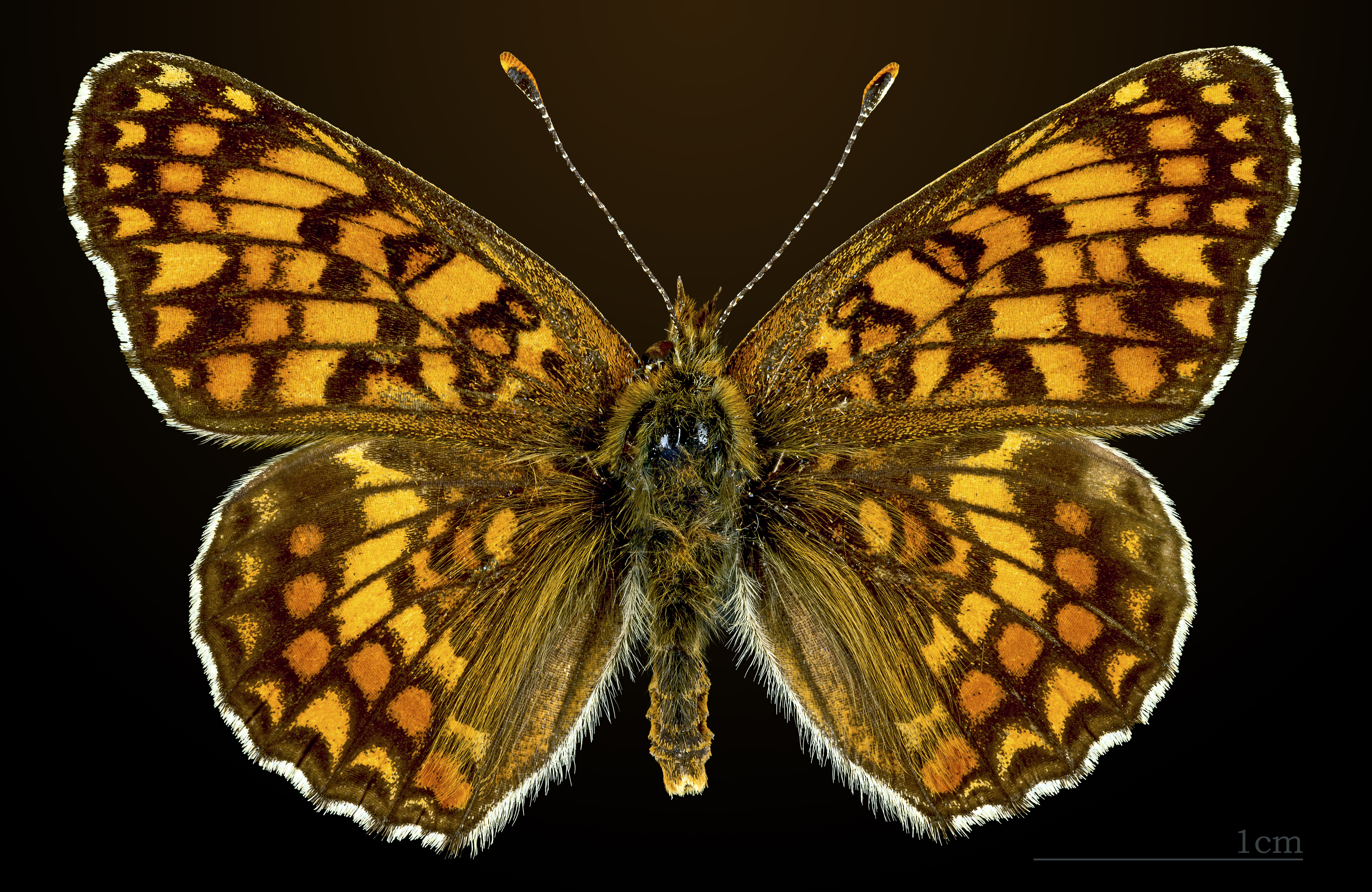
♂
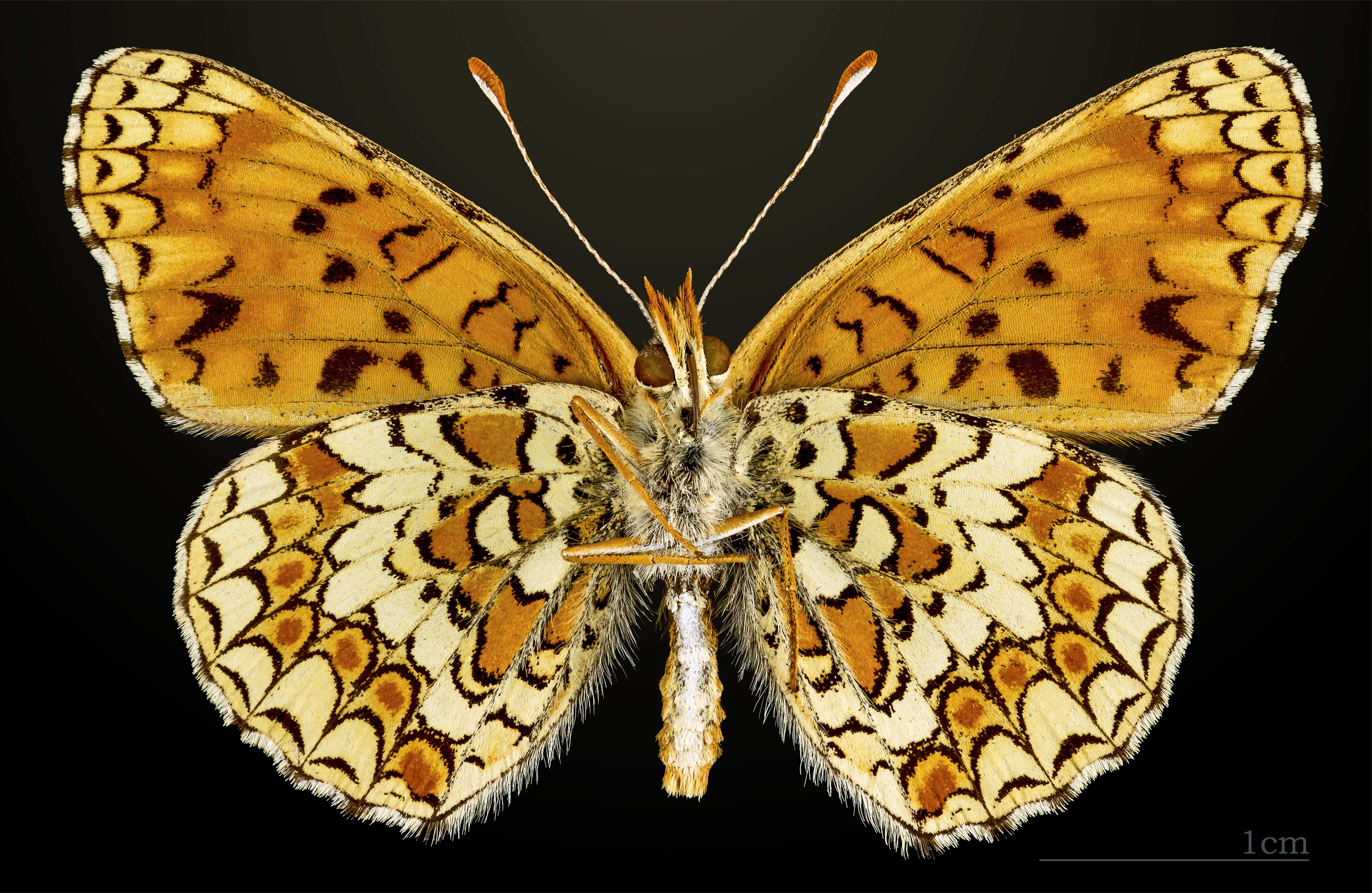
♂ △
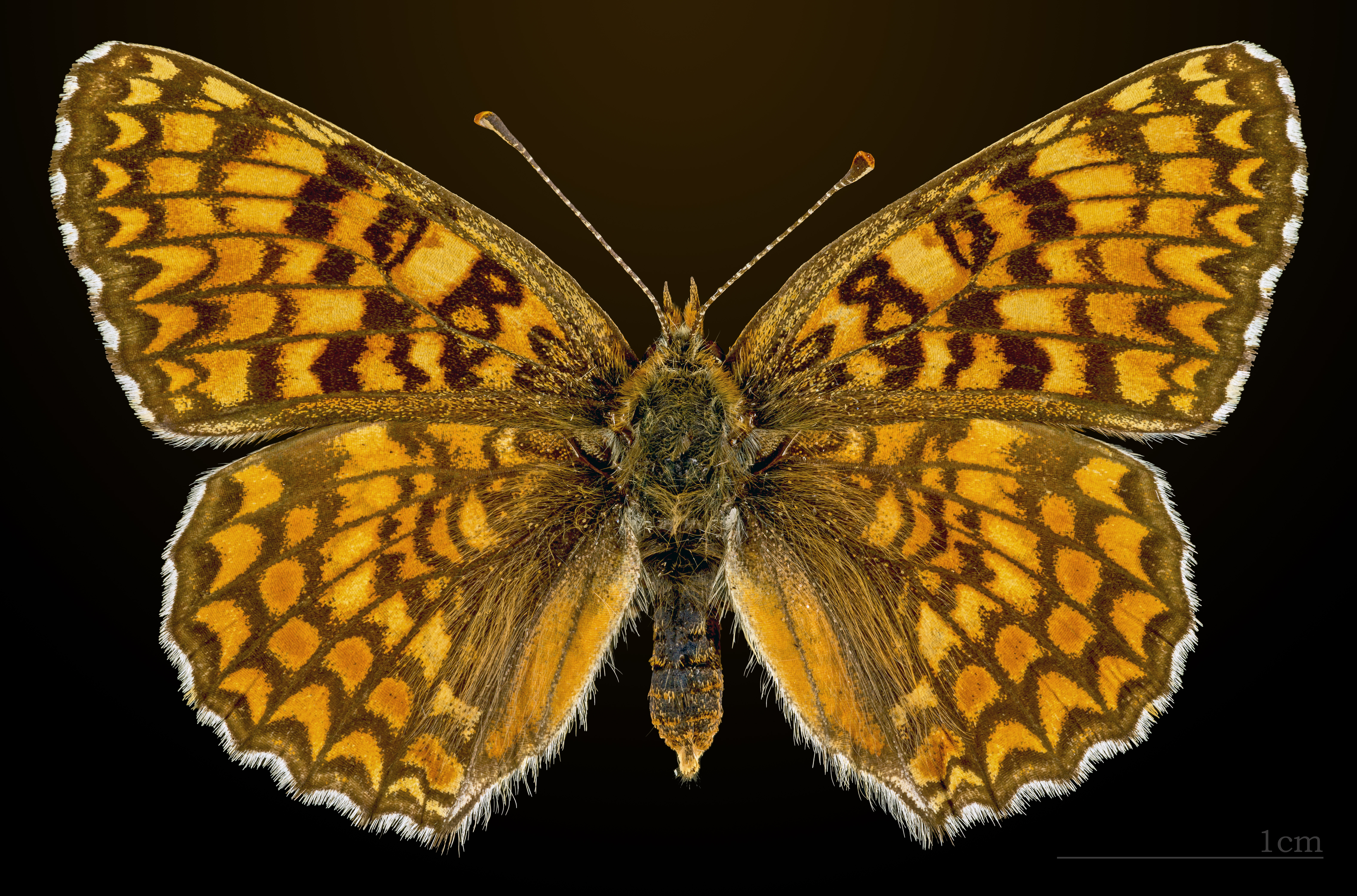
♀
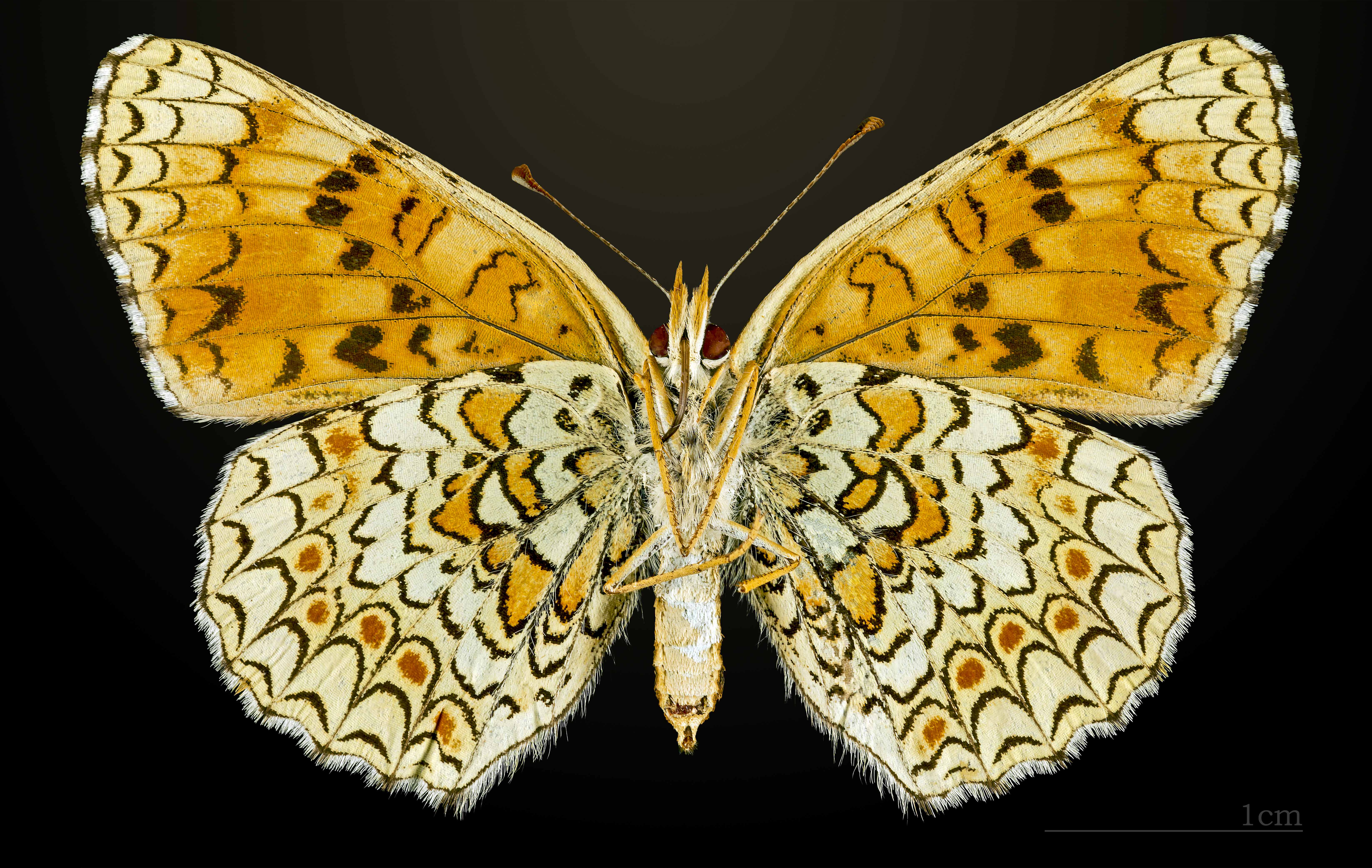
♀ △

## Biologia

### Larva

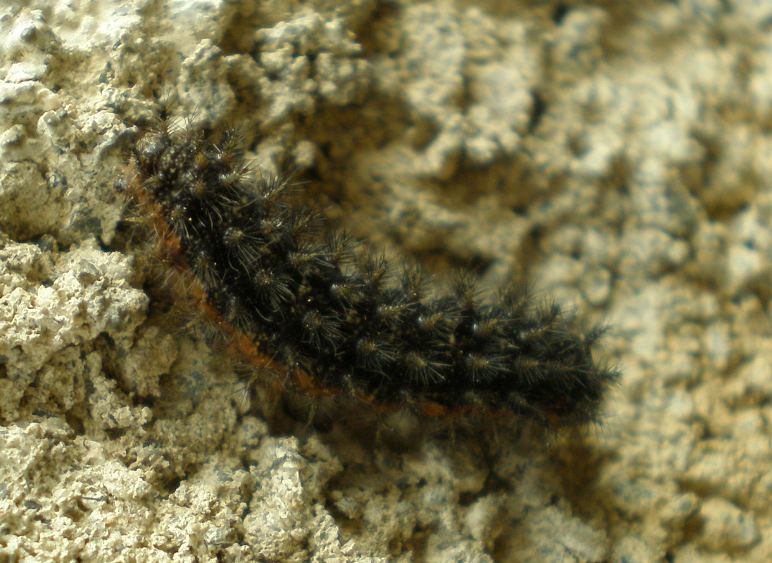

I bruchi si nutrono di diverse specie di Asteraceae, tra cui Centaurea scabiosa e Cirsium arvense.